# جيل تريسي
جيل تريسي (بالإنجليزية: Jill Tracy)‏ هي ملحنة ومغنية مؤلفة وعازفة بيانو أمريكية، ولدت في القرن العشرين.

## وصلات خارجية
- الموقع الرسمي
- جيل تريسي على موقع ميوزك برينز (الإنجليزية)
- جيل تريسي على موقع ديسكوغز (الإنجليزية)